# -by
-by ist eine Ortsnamenendung.

## Skandinavischer Ursprung
Die Endung kommt in Skandinavien mitsamt Schleswig, Ostfalen, im Danelag in England und in der Normandie vor. Sie bedeutet in der Regel „Hof, Gehöft“. Daraus entwickelte sich die Bedeutung „Ansammlung von Höfen“ und später die Bedeutungen „Ort“, „Dorf“, „Stadt“.
Allein in Schweden gibt es etwa 3400 Ortsnamen mit dieser Endung.
Beispiele für englische Ortsnamen mit -by:

- Derby (altnordisch Dýrabýr)
- Gaddesby
- Grimsby (altnordisch Grímsbýr)
- Whitby (altnordisch Hvítabýr)

### Das Suffix im ehemaligen Herzogtum Schleswig
Die schleswigschen Ortsnamen auf -by sind in der Regel ursprünglich dänisch. Ausgesprochen wird das -by vor Ort entweder als -bü (so beispielsweise in Fleckeby) oder als -bi (so zum Beispiel in Güby).
Im Herzogtum Schleswig gibt es beiderseits der heutigen deutsch-dänischen Grenze viele Ortsnamen dieser Form. Die Südgrenze des geschlossenen dänischen bzw. skandinavischen Verbreitungsgebietes verläuft im Osten durch die Eckernförder Bucht und die Stadt Eckernförde (Stadtteil Borby) und von dort aus bis Owschlag (Ortsteil Norby) gen Westen. Zwischen dem Flensburger Raum und Owschlag verläuft die Grenze in relativer Nord-Süd-Richtung (u. a.: Schuby bei Schleswig, Weesby westlich von Flensburg). Die Nordseeküste erreicht das Gebiet erst im heutigen Dänemark (Koldby nordwestlich von Tondern, Havneby auf Rømø).
Siehe auch Herzogtum Schleswig, Abschnitt Siedlungsgeschichte und Bevölkerung.
Beispiele für Ortsnamen in Südschleswig (deutscher Teil des Herzogtums Schleswig):
| - Adelby - Ahneby - Akeby - Barkelsby - Böelschuby - Borby - Börsby - Bösby - Brodersby (2×) - Engelsby - Esgrusschauby - Flatzby - Fleckeby - Gammelby (2×) - Geelby - Gereby - Götheby - Grödersby - Großbrodersby - Grumby - Guckelsby - Güby | - Gundelsby - Gunneby - Haby - Hardesby - Hüsby - Husby - Janneby - Jürgensby - Kahleby - Kalleby - Karby - Ketelsby - Kiesby - Kleinbrodersby - Klensby - Kopperby - Krieseby - Medelby - Mehlby - Nieby - Norby (2×) | - Osterby (2×) - Pommerby - Rieseby - Schaalby - Schnarup-Thumby - Schuby (2×) - Schwensby - Sensby - Sieseby - Söby - Sönderby - Süderschmedeby - Thumby - Tolkschuby - Uelsby - Weesby - Weseby (2×) - Westerrakeby - Windeby |

In der Liste schleswigscher Ortsnamen werden weitere Ortsnamen mit -by aufgeführt.
Abweichende Herkunft:
- Bereits das rund 10 Kilometer südlich von Eckernförde gelegene Haby ist eine Exklave der -by-Ortsnamen und gehört etymologisch auch nicht zu den Ortsnamen skandinavischen Ursprungs; Haby ist entweder nach einem ehemaligen Besitzer der Fläche oder nach der Hagebutte benannt worden.
- Beim Flensburger Ort Trögelsby soll die Endung auf Grund eines Missverständnisses entstanden sein.
- Der Name Flüchteby, für einen Teil des Flensburger Stadtteils Fruerlund, entstand nach dem Zweiten Weltkrieg, als sich dort Flüchtlinge ansiedelten und ein neues Viertel gründeten.[4]

## Sächsischer Ursprung
Die elbostfälischen Ortsnamen auf -by gehen auf das altsächsische bogi „Biegung“ zurück.
Die Orte, die so heißen, liegen meistens an Flusskrümmungen.
Beispiele: Brumby, Steckby, Barby – 961 Barbogi.